# 伊林毅暁
伊林 毅暁（いばやし たかあき、1974年3月14日 - ）は、NHKの元アナウンサー、ラジオディレクター。

## 人物
北海道音更町生まれ、埼玉県育ち。埼玉県立伊奈学園総合高等学校、立教大学社会学部社会学科卒業後、1997年入局。大学在学中は放送研究会に所属していた。
北海道に転勤する前に当時の日本語センター（現：NHK財団ことばコミュニケーションセンター）に居たこともあり、「北のことばお兄さん」を名乗り、日本語に関する様々な情報を伝えている。

## 過去の出演番組
富山放送局時代
- ニュース富山人（サブキャスター）

高知放送局時代
- NHK BSニュース（2016年9月5日 - 2016年9月9日・伊藤博英のキャスター代行）
- こうち情報いちばん（キャスター）
- こうちいちばん（編集責任）

日本語センター時代
- NHK BSニュース（平日5時台 - 9時台キャスター・2017年4月3日 - ）
- NHKきょうのニュース キャスター （ラジオ第1）（土曜、日曜、祝日）（2018年4月1日 - 2020年8月30日）
- NHKニュース - ラジオ正午ニュース キャスター （ラジオ第1）（土曜、日曜、祝日）（2018年4月1日 - 2020年8月30日）
- NHKニュース - ラジオニュース（水曜夜 - 木曜朝、土曜・日曜午後担当）

札幌放送局時代
- マイあさ!ニュースリーダー（ラジオ第1、2022年9月5日 - 9日、※関根太朗の代行で10時30分・11時のニュースも担当した）
- ほっとニュース道北・オホーツク（旭川局、2023年6月26日 - 30日、メインキャスターを代行）[5]
- 北のことばお兄さん（北海道の総合テレビで月曜日から木曜日の「おはよう日本」6時台前に放送の1分ミニ番組）
- 北海道のニュース（不定期）
  - ニュース北海道645
  - ほっとニュース845
- ほっとニュース北海道 ニュースリーダー（不定期）
- スポーツ中継（高校野球）
- 令和6年能登半島地震の災害報道対応による金沢放送局への応援派遣（巡回出演）
  - ニュースいしかわ845（2024年3月12日）
  - 能登半島地震 ライフライン情報（2024年3月13日）
  - 石川県のニュース（12時台・2024年3月13日、3月15日）
  - おはよう石川（2024年3月15日）